# 四国新幹線

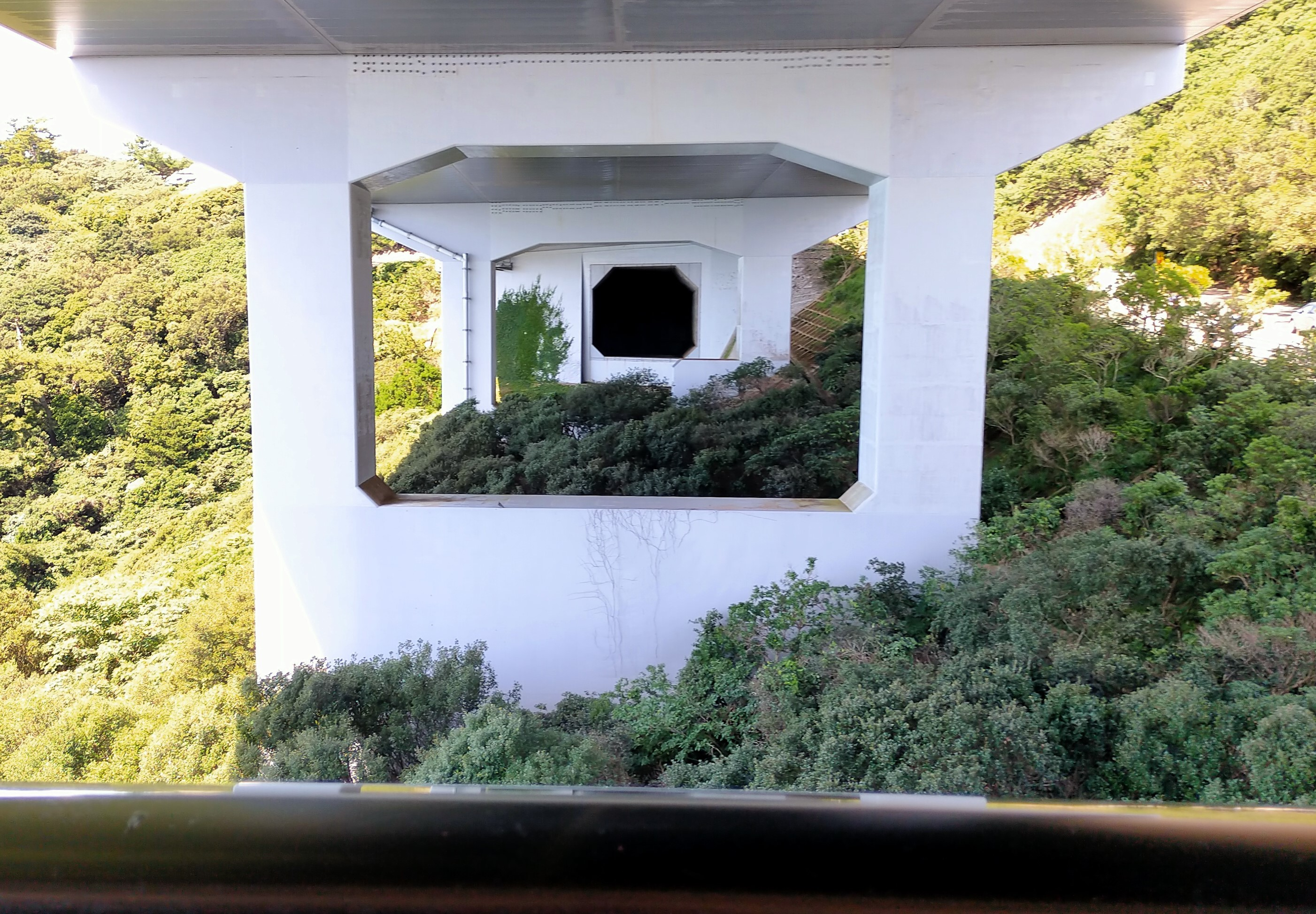
四国新幹線を通す計画で大鳴門橋の手前に掘られたトンネル坑口(徳島県鳴門市、淡路島方)

四国新幹線（しこくしんかんせん）は、本州・九州と四国をつなぐ新幹線の基本計画路線の総称であり、「四国新幹線」と「四国横断新幹線」の2系統の計画がある。中央新幹線や九州横断新幹線と共に「21世紀の国土のグランドデザイン」における太平洋新国土軸を構成する西日本の高速鉄道計画である。整備新幹線には含まれていないが、2011年以降、基礎調査の結果を受けて、整備計画への格上げを求める誘致活動が活発化している。早ければ、2037年にリニア中央新幹線の新大阪駅延伸が実現し、三大都市圏が一体化した「スーパーメガリージョン」の形成が見込まれる。四国新幹線整備促進期成会では、これに合わせて2037年の四国新幹線開業を目指している。中央新幹線の開通後は、新大阪での乗り継ぎにより、東京 - 徳島・高松・松山・高知間の所要時間がいずれも2時間台となる。
国土交通省は、2017年度（平成29年度）から、「幹線鉄道ネットワーク等のあり方に関する調査」において、主要都市間の輸送密度や時間距離の基礎的なデータ収集、単線による新幹線整備を含む効率的な新幹線整備手法の研究、在来線の高速化手法、既存の幹線鉄道との接続手法などについて調査を行っている。
四国新幹線の営業主体となる四国旅客鉄道（JR四国）は、2030年までの中長期経営計画「長期経営ビジョン2030」と「中期経営計画2025」に新幹線の導入を盛り込んでいる。

## 概要

### 四国新幹線

四国新幹線の大まかな計画ルートを示した図（明石海峡ルートの場合）

四国新幹線は、大阪市を起点とし、徳島市・高松市および松山市を経由して、終点を九州東端の大分市とする。大阪 - 大分間の総延長は約480km。山陽新幹線新神戸駅西方の白川峠付近と高徳線吉成駅付近で連絡設備を設けるよう想定されている。
本州と四国の間にて淡路島の通過が想定されており、この計画のために大鳴門橋は道路鉄道併用橋とされた。しかし、後に建設された明石海峡大橋は道路専用橋に計画が変更され、明石海峡または紀淡海峡に別途鉄道が通行可能な海底トンネルを掘削する必要が生じた。そこで、鉄道建設・運輸施設整備支援機構が、両海峡の地形・地質等の調査を行っていたが、2008年度に予算執行が停止された。また、四国から大分市へ至るためには、豊予海峡に橋梁又は海底トンネル（豊予海峡ルート）が必要である。明石海峡・紀淡海峡や豊予海峡への橋梁または海底トンネルの建設が必要な四国新幹線（ケース1）の概算事業費は4.02兆円と見積もられている。
起点の大阪市では2045年に中央新幹線が開通予定であり、その延長線として四国新幹線を建設し、豊予海底トンネル経由で沿線人口の多い九州新幹線と連絡させることにより、東京-九州間が2時間半以内で結ばれるため四国新幹線自体に相当数の需要が見込まれる。また東海道・山陽新幹線のバックアップ路線として第二の国土軸である太平洋新国土軸の基幹交通となり得ることから、四国新幹線をリニア方式で建設する構想もある。

#### ルート案
四国の鉄道高速化連絡会などの初期の資料には、ルートと駅位置の案が示されていた。大分市の佐賀関で東九州新幹線に乗り入れ、博多駅・小倉駅・大分駅・宮崎駅・鹿児島中央駅方面へ向かうことができるルートになっている。
新大阪駅 - 天王寺駅 - 泉南駅 - 北和歌山駅 - 紀淡海峡 - 淡路島駅 - 大鳴門橋 - 新鳴門駅 - 新高松駅 - 琴平駅 - 四国中央駅 - 伊予小松駅 - 新松山駅 - 大洲駅 - 新八幡浜駅 - 三崎駅 - 豊予海峡 - 佐賀関駅 - 大分駅
「幹線鉄道ネットワーク等のあり方に関する調査」の「令和元年度調査」で行われたケーススタディでは、途中で分岐・合流がある全長300kmの路線を単線で整備する場合について分析された。ケーススタディの路線図には「四国新幹線」「四国横断新幹線」と明記されていないが、四国における全長302kmの整備構想と内容が一致している。四国新幹線を想定した路線図には、各駅の名前と所在地が書かれていないが、各駅の構造と駅間距離を読み取れる。
- 線路 … ‖：複線区間、｜：単線区間、◇・◆：列車交換可能（◆はスイッチバック駅）、∨：ここより下は単線、∧：ここより下は複線

| 駅名   | 駅の構造         | A駅からの 距離（km） | 線路 | 所在地 （未定） | 所在地 （未定） | 備考                                             |
| ------ | ---------------- | -------------------- | ---- | --------------- | --------------- | ------------------------------------------------ |
| K      | 終端駅（2面4線） | 130                  | ∨    |                 |                 |                                                  |
| J      | 中間駅（2面2線） | 100                  | ｜   |                 |                 |                                                  |
| I      | 主要駅（2面4線） | 70                   | ◇    |                 |                 |                                                  |
| C      | 分岐駅（2面4線） | 50                   | ◆    |                 |                 | A駅 - I駅・K駅間を走る列車はここでスイッチバック |
| D      | 中間駅（2面2線） | 75                   | ‖    |                 |                 |                                                  |
| E      | 分岐駅（2面4線） | 95                   | ∨    |                 |                 | A駅 - L駅間を走る列車はここで分岐                |
| F      | 中間駅（2面2線） | 120                  | ｜   |                 |                 |                                                  |
| G      | 中間駅（2面2線） | 130                  | ｜   |                 |                 |                                                  |
| 信号場 | 信号場           |                      | ◇    |                 |                 | 単線の場合は行き違いを考慮して信号場を設置       |
| H      | 終端駅（2面4線） | 175                  | ∧    |                 |                 |                                                  |

### 四国横断新幹線

四国横断新幹線の大まかな計画ルートを示した図

四国横断新幹線は、岡山市を起点とし、高知市方面に至るルートで、1973年11月15日に基本計画決定された。瀬戸大橋とその前後部分が新幹線規格で建設されたが、2008年には政府予算が付かなかったため、建設に必要となる国の事前調査は行われていない。児島駅と宇多津駅の新幹線ホーム予定地は、広い駅前広場になっている。

#### ルート案
四国の鉄道高速化連絡会などの初期の資料に記載されたルートには、岡山市から瀬戸大橋を渡って四国中央市に至る区間が載っておらず、四国中央市で四国新幹線から分岐し、高知市に至る支線となっている。中間駅が「本山駅」となっており、高知県嶺北地域の本山町に駅を設置する構想があったことが分かる。
四国中央駅 - 本山駅 - 高知駅
「幹線鉄道ネットワーク等のあり方に関する調査」の「令和元年度調査」で行われたケーススタディでは、四国横断新幹線を想定した路線図が載っている。各駅の名前と所在地が書かれていないが、各駅の構造と駅間距離を読み取れる。
- 線路 … ‖：複線区間、｜：単線区間、◇・◆：列車交換可能（◆はスイッチバック駅）、∨：ここより下は単線、∧：ここより下は複線

| 駅名   | 駅の構造         | A駅からの 距離（km） | 線路 | 所在地 （未定） | 所在地 （未定） | 備考                                             |
| ------ | ---------------- | -------------------- | ---- | --------------- | --------------- | ------------------------------------------------ |
| A      | 分岐駅（2面4線） | 0                    | ‖    |                 |                 | 既存新幹線で大都市方面へ直通運転                 |
| 分岐点 | 分岐点           | 5                    | ‖    |                 |                 | 既存新幹線との分岐点                             |
| B      | 中間駅（2面2線） | 30                   | ‖    |                 |                 |                                                  |
| C      | 分岐駅（2面4線） | 50                   | ◆    |                 |                 | A駅 - I駅・K駅間を走る列車はここでスイッチバック |
| D      | 中間駅（2面2線） | 75                   | ‖    |                 |                 |                                                  |
| E      | 分岐駅（2面4線） | 95                   | ∨    |                 |                 | A駅 - L駅間を走る列車はここで分岐                |
| 信号場 | 信号場           |                      | ◇    |                 |                 | 単線の場合は行き違いを考慮して信号場を設置       |
| L      | 終端駅（2面4線） | 145                  | ∧    |                 |                 |                                                  |

## 歴史背景・現状
1969年（昭和44年）の新全国総合開発計画（新全総）において全国新幹線網の一環として示され、田中角栄首相の主張した日本列島改造論の反映などから、1973年（昭和48年）に基本計画が決定したが、日本経済が低迷したこと、本州四国連絡橋を優先したことなどから、その後計画は進捗していない。
四国の鉄道は高速化が遅れており、在来線の特急では高速バスやマイカーとの差別化ができない。そのため、本州四国連絡橋や四国8の字ネットワークの整備と大幅な高速料金割引により、高速道路の交通量が増加する一方で、JR四国の競争力は低下し、運輸収入が減少の一途を辿ってきた。収益源になる大都市近郊路線や整備新幹線が四国に無いことがJR四国の経営自立を妨げている。JR旅客6社のうち新幹線の運輸収入がないのはJR四国だけとなっており、同社は新幹線の導入による鉄道の競争力回復を望んでいる。2018年度の決算で、鉄道事業営業利益は135億円の赤字（営業収益262億円-営業費用397億円）だったが、JR四国の試算によると、新幹線の開業で100億円の黒字（営業収益640億円-営業費用540億円）になり、収支改善効果は240億円以上になるという。国鉄分割民営化の時点では、経営安定基金の運用益で赤字を穴埋めしていたが、現在は低金利のため運用益も減少している。
日本が人口減少局面に入っている中で、全国に先駆けて人口減少と少子高齢化が進む四国が発展していくためには、四国内外での交流の強化・交流人口の拡大が、今まで以上に重要になってくる。北海道では、新青森駅から札幌駅までの北海道新幹線工事が2005年（平成17年）よりおこなわれ、このうち新青森駅 - 新函館北斗駅間が2016年（平成28年）3月26日に開業し、2038年度末に札幌まで延伸開業する予定である。このため、北海道・本州・四国・九州の四島のうち四国が唯一新幹線が通らない地域となった。北陸新幹線、北海道新幹線、西九州新幹線、中央新幹線の建設が進められているが、四国は新幹線の空白地帯となっているため、相対的に交通利便性が低下しており、他地域との競争で大きく劣後している。高速鉄道の未整備が地域間交流の拡大を阻害しているため、四国新幹線整備促進期成会は、高速鉄道の整備が四国が自立的・持続的に発展していくための必須条件であると考え、実現を目指している。

### ミニ新幹線の調査
1990年度より2年間をかけ、香川県が岡山・高松間のミニ新幹線化につき調査を実施したが、瀬戸大橋を中心に建設費が1600億から1800億円かかり収支が楽観できないという結果が出たため事実上断念している（香川県議会1992年9月定例会での平井城一知事（当時）答弁による)。

### フリーゲージトレインの導入構想
2008年（平成20年）時点では、フル規格や山形新幹線・秋田新幹線のようなミニ新幹線規格ではなく、フリーゲージトレイン計画が主に構想されていた。フリーゲージトレインでの運行に当たっては少なくとも電化は必要であるが、現在条件をクリアしているのは予讃線の高松駅 - 伊予市駅間および土讃線の多度津駅 - 琴平駅間のみである。なお、JR四国は2006年に国土交通省交通政策審議会・交通体系分科会の地域公共交通部会に提出した資料で、長期的に望まれる投資に、土讃線琴平駅 - 高知駅・高徳線高松駅 - 徳島駅・予讃線伊予市駅 - 内子駅 - 宇和島駅間の電化と高縄半島の付け根を結ぶ予讃線伊予西条駅 - 松山駅間の短絡線建設を挙げている。これは資料中にも挙げられているフリーゲージトレインによる新幹線との直通列車の運行とセットになったものと考えられる。JR四国の松田会長も、社長時代の2008年に掲載された雑誌の対談記事でそれに近い趣旨を述べていた。山陽新幹線へのフリーゲージトレイン乗り入れには、西日本旅客鉄道（JR西日本）が2008年に否定的な見解を示している（九州新幹線 (西九州ルート)を参照）。
基本計画決定翌年の1974年（昭和49年）以来、毎年運輸省（現国土交通省）より海底トンネル等の地質調査費が支出されていたが、事業の目処が立たない状況での調査費支出に対する批判により、2008年（平成20年）5月22日、国土交通省は2008年度の調査費予算の執行を中止すると発表した。この発表に対して、地元紙の一つである愛媛新聞は社説で、すでに地元が（フル規格の）新幹線の早期実現が困難と認識済みでフリーゲージトレインの誘致に目標を変えていると指摘した上で「実現のめどが立たない新幹線の調査費が問題視されるのは当然」と述べた。

### フル規格新幹線の導入構想
2010年代に入って、JR四国および四国の各県や経済団体の関係者から、高速鉄道の整備を求める意見が出され、区間を限定して建設する構想も提言されている。2000年代に提起されたフリーゲージトレインではなく、フル規格での建設が前提となっている（詳細は後述）。
2011年7月、四国経済連合会の呼びかけにより設置された「四国における鉄道ネットワークのあり方に関する懇談会」において、「四国の鉄道ネットワークの維持」と「鉄道の抜本的な高速化」を柱とする提言が取りまとめられ、新幹線の誘致運動が動き出した。この提言を受けて、4県とJR四国が調査費用1000万円を負担し、一般財団法人運輸政策研究機構に四国の新幹線に関する基礎調査の実施を依頼した。基本計画から整備計画への格上げを目指して、四国が一体となって鉄道高速化の効果を明確化し、その必要性を共有するための調査と位置付けていた。調査は2013年6月から行われ、翌年4月に調査結果の概要が公表された。なお、具体的・優先的ルートの選定は調査の趣旨ではないとして、ルートの調査・選定は行われていない。
2015年（平成27年）8月14日、第3次安倍内閣は国土形成計画法に基づく国土形成計画を改定し、第二次国土形成計画（全国計画）を閣議決定した。この全国計画を踏まえて、2016年（平成28年）3月29日、国土交通省が決定・公表した「四国圏広域地方計画」では、「鉄道の抜本的な高速化」が「長期的な検討課題」とされている。2017年度の国土交通省鉄道局関係予算で基本計画路線を含む「幹線鉄道ネットワーク等のあり方」に関する調査委託費が計上されたことを受けて、2017年（平成29年）7月6日、オール四国で新幹線誘致を推進する新組織として「四国新幹線整備促進期成会」が発足した。
2018年9月21日の四国圏広域地方計画協議会幹事会で、新幹線のある地域と新幹線のない四国内の時間距離の差（岡山 - 広島間が161kmで所要時間35分に対し、高松 - 松山間が194kmで所要時間2時間22分であることなど）が示された。

### JR四国の長期経営ビジョン2030・中期経営計画2025
2019年10月18日、「四国における鉄道ネットワークのあり方に関する懇談会II」において、議論の「中間整理」が公表され、「新幹線を骨格とした公共交通ネットワークの構築」を今後の目標として掲げた。これを念頭に、JR四国は、「鉄道の抜本的高速化の実現に向けた検討を進めるなど、国や地元自治体等との協議を進め、地域との連携・地域への貢献を強化する」との方針を打ち出している。
2021年3月31日、JR四国は新幹線の導入を盛り込んだ「長期経営ビジョン2030」と「中期経営計画2025」を発表した。新幹線、都市間鉄道・都市間高速バス、都市圏鉄道・路面電車・バス、タクシー・自転車が、それぞれの特性を発揮し、相互に連携する公共交通ネットワークの構築を目指している。公共交通を活かすまちづくり（公共交通指向型開発）とMobility as a Service (MaaS)などの利用しやすい交通サービスにより、持続可能な公共交通ネットワークを確立する。交流人口の拡大と四国経済の発展を目指し、地域とともに新幹線等による抜本的な高速化の早期実現に向けて取り組むことを謳っている。

## 2010年代の動き
JR四国の泉雅文社長は、2010年5月25日に就任が内定したときの記者会見で、マイカーへの対抗のため「新幹線とまでは言わなくとも、都市間を時速200kmくらいで結ばなければ存在価値がなくなる」と述べて在来線の高速化に意欲を示した。
松田清宏会長や泉社長はその後、高縄半島の付け根の予讃線の短絡線など、高速化について言及したことが報じられた。泉社長はこれを含めた高速化（土讃線・高徳線を含む）の費用を1,500億円と述べ、国の支援を求めているとしている。
2010年に四国の経済界や自治体の代表により、四国の鉄道について議論する目的で発足した「四国における鉄道ネットワークのあり方に関する懇談会」は2011年7月27日の最終会合で、国に提出する提言書に高速化のための新幹線導入を明記し、在来線の線路改良によるスーパー特急方式を採用することも記載すると報じられた（提言内容については下記外部リンクも参照）。
JR四国は2012年4月に発表した向こう5年間の中期経営計画で、「新幹線の事業性を見極めるための調査を進める」としている。
また、2012年4月にJR四国の泉雅文社長は、整備新幹線の未着工3区間（北海道、北陸、九州）の新規着工方針が決まったことを受け、四国の経済団体や4県は「国内の新幹線網から取り残される」と四国新幹線の導入を求め声を上げた。泉社長は、JR四国の収益力の弱さは高速道路との競争力が弱いことに起因しているとし、「新幹線は都市間鉄道として必須である。そうでなければ50年後に四国に鉄道は残っていない。4県庁所在地から新大阪まで1時間台になれば地域の在り方が変わってくる。」と述べた。また、「四国の人が使ったお金が、四国にはまったく来ないで九州、北陸、北海道に行っている。四国の住民は慎み深い。『四国は人がいいですね』と4県知事らに申し上げたことがある。他地域との競争に負けっ放しでいいのかと思う。」と国に放置されている四国の現状についても苦言を漏らした。また、松山市から高松市にかけて10万人規模の都市が並んでいる四国北部地域は新幹線を通す意義があるとし、「都市間の輸送は新幹線で、都市圏内や地域圏内は在来線でと役割分担すれば、逆にもっと便利になる可能性がある。例えば愛媛県の高縄半島の付け根の山間部に新幹線のトンネルを通すと、今治市周辺地域の高縄半島部は取り残される。あれだけの人口がいる地域だから在来線は残さざるを得ない。今治エリアは経済力がある。」と述べた。財政負担に関しては「新幹線の建設費は、公共事業と比べると地元の負担は少ないのではないか。うまくいけば税収で回収できるという人もいる。地方交付税の支援については国頼みだ。鉄道は民間事業者がやっているから、民間で勝手にやれと思われがちだが、どうみても社会インフラだ。中国やヨーロッパでも公共投資でやっている。」と説明している。
2012年12月、愛媛県・西条市にある四国鉄道文化館の開館5周年記念シンポジウム「四国の発展と鉄道高速化」が西条市神拝の市総合文化会館で開かれ、JR東海の須田寬相談役とJR四国の梅原利之相談役が四国新幹線の必要性を指摘した。須田は「鉄道を含めた各種交通のネットワーク整備と地元情報の発信が観光客誘致のカギになる」と述べ、梅原は「本州方面から大勢の観光客を誘致するにはどうしても新幹線が必要だ。瀬戸内地域は新幹線が運用可能な人口分布になっている。四国を繁栄させるため、新幹線を夢で終わらせてはならない」と訴えた。
2013年1月7日、徳島市内で行われた県商工会議所連合会や県商工会連合会など経済5団体の新年祝賀会において、飯泉嘉門徳島県知事（当時）が「どうして四国にだけ新幹線がないのか。2013年を四国新幹線開通を実現するための大きな行動の年にしたい。」と抱負を語った。飯泉知事はさらに、新国土軸について「山陽新幹線の代替ルートとしても、首都直下型地震が起きたときに西日本が日本を背負って立つためにも必要だ」と述べた。
2014年4月18日、四国4県と四国経済連合会、JR四国などで結成された「四国の鉄道高速化検討準備会」が、松山―高松―徳島間、岡山―高知間の2路線で新幹線を建設した場合の事業費や経済効果についての試算を発表した。総事業費は約1兆5710億円で、利用者を1日平均9000人と見込み、経済への波及効果は年間169億円と推計した。準備会は2013年6月から、大阪・大分間および岡山・高知間を単体で整備した場合に加え、事業費の高騰が予想される大阪、大分への海峡部を除いた整備案も検討した結果、大阪・大分間および岡山・高知間それぞれの単体では採算が取れず、四国島内と岡山を結ぶ2路線の場合のみ投資基準を超える試算となった。高松市でおこなわれた記者会見では、四経連の三木義久専務理事が「このままでは四国だけが新幹線のない地域として取り残されるが、今回の試算で実現させる価値があることがはっきりした。自信をもって国に提言したい」、門田泰広・愛媛県企画振興部長は「（四国の発展に）鉄道の高速化は欠くことができない。四国が一体となって取り組みたい」と述べた。JR四国の泉雅文社長は「将来にわたり四国の鉄道ネットワークを維持するためには、高速化による収益強化が必要。早期実現に向けて機運の醸成に努めたい」と談話で表明した。4県などの関係者は、今後整備に向けた組織の立ち上げや国への働きかけをおこなっていくとしている。
2014年9月2日、四国4県と四国経済連合会は「四国の鉄道高速化検討準備会」の後継組織として、新たに「四国の鉄道高速化連絡会」を設立した。連絡会では、新幹線導入に向けた啓発のため、パンフレット作成やシンポジウム開催を予定している。
2014年12月18日、四国4県の経済同友会は「四国新幹線に関する検討会」を発足させた。会員による勉強会や国への要望活動などをおこなうとしている。
2015年2月3日には四国各県の知事または副知事やJR四国の泉社長も参加する形で、四国の鉄道高速化連絡会と四国鉄道活性化促進期成会が「四国の新幹線実現をめざして」と題したシンポジウムを開催した。愛媛県の中村時広知事はあいさつの中で「情報や現状を把握し、実現不可能ではないことを確認してほしい」と述べ、討論会で泉社長は「線路を直さないと、これ以上の速達性は望めない」と話した。
2015年5月27日には四国鉄道活性化促進期成会の代表者（会長の香川県知事・浜田恵造〈当時〉ら10人）が国土交通省を訪れ、藤田耕三鉄道局長に要望を伝えた。
愛媛県議会では2012年、香川県議会では2014年に、新幹線の導入を求める意見書がそれぞれ採択されている。
北海道新幹線開業を控えた2016年3月には、香川県三豊市でのシンポジウムの開催、四国4県の経済同友会による会合（松山市）と新幹線実現に向けた共同アピールの採択、香川県と県内自治体の主催による新幹線開業の効果と課題についての勉強会（北陸新幹線開業を経験した金沢市の交通政策課長を招聘）の開催（高松市）といった活動が報じられた。
2017年には1月に和歌山県・徳島県・堺市、2月に香川県がそれぞれ四国新幹線をテーマにしたシンポジウムを開催している。これらの動きについて、四国の中でも推進に対して一枚岩ではなく、国土交通省側からは冷淡な反応を示されているという報道もある。
2016年3月29日、国土交通省は「四国圏広域地方計画」を決定・公表した。「四国の鉄道高速化連絡会」による将来的な新幹線整備の基礎調査が行われたことに触れ、「鉄道の抜本的な高速化」を初めて「長期的な検討課題」と位置付けた。
また、2017年度の国土交通省鉄道局関係予算では、「幹線鉄道ネットワーク等のあり方に関する調査」のため鉄道整備等基礎調査委託費が計上された。「これまでの幹線鉄道等の整備効果等を踏まえ、今後、基本計画路線を含む幹線鉄道ネットワーク等のあり方の検討に必要となる、我が国の幹線鉄道ネットワークの現況や、幹線鉄道等の効率的な整備手法等について調査を行う。」としている。
日本プロジェクト産業協議会（JAPIC）の「国土・未来プロジェクト研究会」は、2017年2月13日、「飛躍のための新規プロジェクト」と題した提言をまとめた。約40人の研究会委員が全国各ブロックの経済界や有識者との意見交換を経た上で、当初リストアップした170件の事業を約140件に絞り込み、民間資金の活用やIoTなどの最新技術の導入を重視して、18の「重点推進」事業と22の「推奨」事業を選定した。提言書には2020年東京オリンピック以降の20-30年先を見据えた将来構想である「BEYOND2020」プロジェクトを盛り込んでいる。四国の地域創生と瀬戸内海の観光振興を目的として、単線方式を活用した四国新幹線の早期整備を重点推進事業の一つに挙げており、岡山 - 宇多津を複線、宇多津 - 高松・徳島・高知・松山を単線とした場合の概算事業費を1兆円と見込んだ。中村英夫JAPIC副会長は「四国の鉄道の複線は一部だけ。単線なら安くでき、世界的なニーズもそこにある」と述べた。整備新幹線関連では、青函トンネルの２本追加による北海道新幹線の高速化、東北・上越・北陸新幹線の乗り入れを含む新宿駅大改造、ミニ新幹線による中国地方日本海側活性化構想も提案されている。3月9日に東京の経団連会館でシンポジウムが開催された。
こうした情勢の変化を好機ととらえ、2017年7月6日、「四国の鉄道高速化連絡会」を改組した新組織「四国新幹線整備促進期成会」が発足した。東京の経団連会館で行われた設立総会には、四経連や4県をはじめ、各県の経済同友会や商工会議所連合会、商工会連合会、観光協会、市長会、町村会、議長会など46団体が参加した。会長に四経連の千葉昭会長（四国電力会長）、副会長に各県知事と商工会議所連合会のトップが就任した。
2017年度の事業計画で、年度内に新幹線を活用した四国の地域づくりの方向性や経済・社会への波及効果について調査報告書をまとめることが決まった。調査の実務は、阿波銀行（徳島県）、百十四銀行（香川県）、伊予銀行（愛媛県）、四国銀行（高知県）の地方銀行4行の系列シンクタンクでつくる「四国アライアンス地域経済研究分科会」が担当する。また、PRビデオの作製や大型シンポジウムの開催を通じた広報活動を展開することになった。
設立総会後に決起大会が開かれ、地元選出の国会議員も含め約600人が参加した。四国新幹線の基本計画から整備計画への格上げに向けた調査費の2018年度予算での計上や、整備新幹線建設予算の大幅増額を国に求める決議案を採択し、同日、国土交通省、財務省、自由民主党に要望活動を行った。決議文では、「昨年3月、北海道から九州までが新幹線でつながり、ついに四国は全国で唯一、新幹線の具体的計画のない地域として取り残された」「地方創生に取り組む他地域との競争に大きく遅れを取っている」と指摘し、国の「地方創生回廊」の実現には「全国各エリアに新幹線が整備されることが不可欠」であるとして、四国新幹線を「地域づくりに不可欠なインフラ」と位置付け、「西日本の広域交流圏形成」や「国土軸のリダンダンシー確保による災害耐力の向上」（国土強靭化）にも寄与すると主張した。千葉会長は「われわれの熱い思い、切なる願いが十分、国に伝わっているとは言い難く、この現状を変えるには四国が一体となって訴えかけるのが極めて重要。この大会を新たな出発点として、これまで以上の活動をしていきたい」と挨拶した。自民党四国ブロック両院議員会の村上誠一郎会長は、北陸新幹線や北海道新幹線が地元の長年の取り組みで実現したことを引き合いに出し、「31年前の当選時からなぜやらなかったのかと非常に悔いている。皆さんの力を借りて、10年以内に四国新幹線のめどがつくように死にものぐるいで頑張っていく」と10年以内の実現を目標に掲げた。4県の知事も、「高速鉄道は世界でも標準インフラ。四国のみが空白であってはならない」（浜田恵造・香川県知事）、「地方創生にも不可欠」（飯泉嘉門・徳島県知事）、「目標達成へ今後10年に力を結集する」（中村時広・愛媛県知事）、「生産性向上が必要な人口が減少する地域こそ必要」（尾崎正直・高知県知事）と決意を述べた。
2017年4月1日からは公益社団法人日本青年会議所 四国地区協議会、四国四県ブロック協議会、四国内青年会議所28団体による「四国新幹線の実現に向けた四国四県同時署名運動」が展開された。署名は6ヶ月間で12万3千筆を超え、同年11月24日に国土交通大臣の石井啓一に提出された。日本青年会議所四国地区協議会会長の帽子大輔（現愛媛県議会議員）は石井に「デフレ経済の脱却には政府のインフラ投資が必要、生産年齢人口減少に対応するにも生産性を向上させる新幹線は有効」と伝え、四国新幹線の基本計画から整備計画への格上げを陳情した。石井は11月28日の会合で「（機運が）非常に盛り上がっており、熱意を感じる」と語った。
また、四国新幹線の終端となる大分市市長の佐藤樹一郎は2017年9月に寄稿した文章の中で、2016年に実施した大分・松山間の陸上交通機関全体の建設費試算が（橋梁よりも安価となる）トンネルの場合に1兆6500億円となった結果を踏まえ、従来よりも想定コストが下がり、十分な波及効果が見込めると述べている。
2018年2月20日、石井国土交通大臣は、記者会見でJAPICが打ち出した単線の案を採用する可能性について問われ、「わが国における採用や海外展開の可能性については、調査結果を見極めた上で、沿線地域や相手国のニーズも十分勘案しながら探っていくべきものと考えている。」と述べた。

## 2020年代の動き
2020年1月4日、四国中央市が同日に発行した『広報四国中央』1月号の裏表紙の「SHIMIN HIROBA」にて、大阪大学大学院工学研究科教授の土井健司が、松山 - 高松・徳島の東西ルートと岡山 - 高知の南北ルートが四国中央市辺りで交わることによって四国中央市の拠点性が向上し、場合によっては観音寺、新居浜市などと一体化した人口規模30万人に迫る中核都市圏が誕生する可能性があることについて触れていた。
2020年2月12日、徳島県は「四国新幹線」の実現に向けたPRキャッチコピーを全国から募集した候補から「夢・希望 未来へつなぐ 四国新幹線」に決定した。
2020年8月3日、四国新幹線整備促進期成会が公式twitterアカウントを開設し、運用を開始。四国の新幹線応援キャラクターに「つなぐん」というマスコットキャラクターが制定された。
2020年10月21日、四国新幹線整備促進期成会は、全国新幹線鉄道整備法が定める法定調査の実施など、四国の新幹線導入に関する要望を自民党、財務省、国土交通省に提出した。下記の事項を要望している。
1. 四国の新幹線を四国の公共交通の骨格と位置づけ、一日も早い実現を図るため、国は令和3年度(2021 年度)予算編成において、整備計画格上げに向けた法定調査を実施するための措置を講じること。
2. 新幹線ネットワークの早期整備による「地方創生回廊」の実現、ポストコロナ時代における多核連携型の国土形成の実現に向け、新幹線整備予算の拡充や新たな財源の活用など、新幹線整備の仕組みを抜本的に改革すること。「地方創生回廊中央駅」としての新大阪駅の結節機能強化や線路容量制約の解消を図るために実施する調査等については、四国の新幹線の整備を考慮したものとすること。
3. JR四国の自立的・持続的な経営の確立に向け、同社に対する国としての支援を継続して実施すること。同社が2020年度中に策定する中長期計画に「新幹線」をはじめとする地域の意見が反映されるよう指導すること。

2021年2月12日、香川経済同友会は四国新幹線導入に向けて議論を進めてもらおうと県に対して提言を行った。提言には、路線や駅の設置位置などの検討を始めることや、経済効果について地域住民に具体的に示すことなどが盛り込まれている。駅のイメージについては、JR高松駅に併設する案や高松空港への乗り入れ案などの4つの案がある。なお、案の1つに挙げられているJR栗林駅併設案は本州四国連絡橋公団も出していた。
2021年3月31日、JR四国は新幹線の導入を盛り込んだ2030年までの中長期経営計画を発表した。
2021年5月24日、愛媛経済同友会のインフラ整備委員会が「四国新幹線ミニのぼり」を制作し、四国新幹線実現への機運醸成のため、愛媛経済同友会会員などに配布した。
2021年5月30日、四国新幹線整備促進期成会が2021年度の新規事業として新幹線駅の設置地点や整備効果などを調査することが徳島新聞によって報じられた。
2021年6月7日、和歌山県は「令和4年度 国の施策及び予算に関する提案・要望」にて、国への提案・要望に四国新幹線を盛り込んだ。
2022年3月9日、東京の経団連会館で開催されたJAPICの「国土・未来プロジェクト研究会」のシンポジウム「国土造りプロジェクト構想」において、全国で12ある重点プロジェクトの中で、四国の重点プロジェクトとして、「四国全県 単線新幹線と地域発展」と「瀬戸内クルーズネットワーク構想」の2つが提言された。前者は大成建設の岩野政浩理事、後者は五洋建設の越智修専務執行役員によって公表された。12の重点プロジェクトの発表内容はYouTubeで視聴できる。「四国全県 単線新幹線と地域発展」構想は、「1.単線方式を活用した四国の新幹線」「2.国際総合スポーツ都市構想」「3.新幹線導入に伴う公共交通の効率化」「4.四国版 運輸連合」の4つのプロジェクトで構成されている。
2022年6月1日、四国新幹線整備促進期成会は、「新幹線が都市を変える～新幹線と四国のまちづくり調査～」と題した報告書を公表した。四国アライアンス地域経済研究会による駅の整備案と経済効果をまとめた報告書となっている。四県で計10か所の整備案が提案された。
2022年9月23日、日本青年会議所四国地区協議会が坂出市民ホールにて、国会議員の三宅伸吾やインフルエンサーなどをパネリストとして、シンポジウム「COME ON SHIKOKU 新幹線」を開催した。
2023年5月25日、徳島県知事の後藤田正純が鳥取市で開かれた近畿ブロック知事会議で、それまで徳島県が要望していた淡路島ルートの撤回と岡山ルートへの賛同を表明し、四国4県がまとまって「岡山ルート」での実現を国に求めていく考えを示した。その発言を受け、JR四国社長の西牧世博は30日の会見で、実現に向け期待感を示した。西牧は、「岡山ルート1本のほうが、建設費も安くつくので、ハードルが下がるのかなと」とコメントした。
2023年6月6日、愛媛県大洲市で開かれた四国知事会議で、後藤田は四国新幹線について、「『淡路ルート』になると、政府も国会議員もほとんど動きがない中で、形だけ残ってた。私の考えはやはり四国4県が一つになって現実的な夢を改めてスタートしたい」と他の3県が求める岡山ルートで計画を推進したい考えを改めて示した上で、「四国4県が一つになって現実的な夢に向かっていき、四国新幹線の夢をもう一度発車させたい」と発言した。これに対し、愛媛県や香川県、高知県の知事の反応は大変好意的であった。
四国放送の記者は、後藤田が四国新幹線の岡山ルートでの優先整備の考えを示したことに対し、他の3県の知事や経済界からは歓迎する声が相次いだことを評価したが、徳島県内では淡路島ルートを求める声も根強く、今後、後藤田がどう県内の意見をまとめられるかといった課題もあることを指摘した。
2023年6月16日、経済財政諮問会議での答申を経て、第2次岸田内閣 (第1次改造)は「経済財政運営と改革の基本方針2023 加速する新しい資本主義～未来への投資の拡大と構造的賃上げの実現～」（骨太の方針2023）を閣議決定した。「基本計画路線及び幹線鉄道ネットワーク等の高機能化等の地域の実情に応じた今後の方向性について調査検討を行う」と記され、基本計画路線に関する調査が初めて骨太の方針に盛り込まれた。同じ文言が7月28日に閣議決定された第三次国土形成計画（全国計画）にも入った。
全国計画の決定を受けて、四国地方整備局は「四国圏広域地方計画」の次期計画の策定を進めている。10月6日の「第4回四国圏広域地方計画有識者懇談会」で次期計画（案）が議論され、四経連の提言、徳島県・香川県・愛媛県の計画、有識者の意見を踏まえて、目標を達成するための「主要な施策」として「四国新幹線の実現」「四国新幹線の位置づけ」に言及している。
あいテレビの記者は、空路に依存する高速交通網の脆弱性と新幹線による冗長化の有用性を指摘している。同社のニュースサイトで2024年1月8日に掲載された記事では、2024年1月3日に稚内空港から羽田空港で飛行機を乗り継いで松山に戻ろうした際、前日の2日に発生した羽田空港での日本航空516便衝突炎上事故の影響により羽田到着が遅れ、松山行きの便が欠航となったため、翌4日朝の便に振り替えるもそれも欠航となり、新幹線「のぞみ」と特急「しおかぜ」の乗り継ぎで品川駅から約7時間かけて松山に戻ったことを記した。記者は四国新幹線の構想について、新幹線であれば松山から新大阪までおよそ1時間半、リニア中央新幹線との乗り継ぎで東京も3時間圏内になるという事に触れ、四国新幹線があれば重宝する人も少なくないと感じたと記している。また、この事故の前日には令和6年能登半島地震が発生した。いち早く復旧した北陸新幹線が、地震と事故の影響で運航できなくなった飛行機の「救済役」になったことも記している。
2025年2月16日、四国への新幹線導入について考えるシンポジウムが高松市で開かれた。
そのシンポジウムには、岡山市の大森雅夫市長や芝浦工業大学の岩倉成志教授も出席していて、大森市長は、「四国との間に新幹線ができると経済交流が活発化すると話し四国の新幹線導入に向けて前向きに対応していきたい」と述べた。
また、岩倉教授は、講演で「多額になる建設費の負担について新幹線開業の税収増加で回収可能」と述べた。
同教授は、「建設費のうち沿線の地方自治体が負担するのは実質15パーセントほどである」とも説明し、「日本で新幹線がないエリアは四国と沖縄だけ。四国をどういう風に維持して発展させて、子どもたちにとっていい未来を築いていくか、議論する余地がある」とも発言した。

## 沿線地域の動向

### 和歌山県
2021年6月に和歌山県が公表した試算結果によると、新大阪-大分間の所要時間は途中停車駅を堺駅、関西空港駅、和歌山駅、淡路島駅、徳島駅、高松駅、松山駅の7駅と想定した場合、約2時間44分とされ、概算建設費は52,733億円とされた。

### 岡山県
岡山駅前では再開発による地価上昇が起きており、四国新幹線の開業でそれが促進する可能性があると、2019年の四国新幹線整備促進期成会の資料に言及がある。

### 香川県
香川県では、1983年10月から「香川県JR四国線複線電化・新幹線導入期成同盟会」が活動しており、県内自治体や経済界向けの勉強会やシンポジウムを実施してきた。
2021年2月21日、香川経済同友会が（新）高松駅のイメージ図を発表し、高松市内の駅として4つの案を提示した。また、2022年6月1日、四国アライアンス地域経済研究会がそれぞれについて駅の候補地を発表した。
高松駅に隣接する高松港の再開発地区「サンポート高松」では、香川県立アリーナ、マンダリンオリエンタルホテル、徳島文理大学の新キャンパスなどの建設が進んでいる。2023年2月1日、香川経済同友会は『サンポート高松の賑わいづくりに向けて ～ビジネス、芸術文化、リゾート、トラベル、スポーツを融合したまちづくりの推進～』と題した開発構想を池田豊人知事と大西秀人市長に提出した。首都圏、名古屋圏、九州圏など日本各地からの集客には新幹線が不可欠であるとして、サンポートへの新幹線の早期導入を提言した。
2024年2月22日には、県内全17市町の首長によって「香川県市町長四国新幹線整備促進期成会」が設立され、高松市の大西市長が会長に、三豊市の山下昭史市長と宇多津町の谷川俊博町長が副会長に選出された。整備ルートや駅の位置、並行在来線の在り方等について、地元自治体が主体的に検討し、住民向けの説明会やシンポジウムを開いて機運の醸成を図る。
2024年11月19日、香川経済同友会は新幹線駅の場所をサンポート地区に一本化した提言を池田知事に手渡した。3月22日に新たな駅ビル「高松オルネ」が開業し、高規格道路として整備が検討されている「高松環状道路」の3つのルート案がいずれも当地を通るため、高松市の交通ネットワークの核になるサンポートに絞り込んだ。池田知事は「高松駅は在来線の拠点駅でもあり、これまでの経緯からいっても確率が高い」と理解を示しつつ、「国が整備の方針を示してくれないと検討できない。南海トラフ地震などに備え、新幹線は防災面で重要。整備には長い時間がかかるので、早くスタートできるよう、国を動かさなければならない」と述べ、「北陸新幹線や北海道新幹線の完成を待たず、調査を早期に開始すべき」とコメントした。翌日には大西市長に同じ提言を出し、高松環状道路のルート検討の際に新幹線の整備を考慮すべきとした。大西市長は、「四国の玄関口としての交通の結節点となるような機能を高めるという意味でも新幹線が乗り入れる意義は大きいと思っている」と述べ、「ルートなどの調査は整備計画への格上げを待たず、同時並行で進める必要がある。新駅設置には補償や用地確保の課題もあるが、整備計画に格上げされた後の調査で具体的にしていただきたい」とコメントした。
この提言を受けて、高松市は新駅の立地可能性を探る調査費として約2500万円を2025年度の予算案に計上する予定で調整している。調査では、サンポート地区での新駅の整備事業費や乗降客数、周辺への影響などについて調べるほか、JR栗林駅、琴電伏石駅、高松空港の地下の3地点とも比較する。
| 位置              | まちづくりの拠点             | 計画概要                                                                                                 | ルート                                                                                     |
| ----------------- | ---------------------------- | --- | ------------------------------------------------------------------------------------------ |
| 1. JR高松駅付近   | 駅周辺、サンポート高松       | 駅南側に併設。高速バスターミナル付近に設置する。琴電高松築港駅も側に移設して総合駅化する。               | 高松城址を避けて徳島方面へ延伸する。                                                       |
| 2. JR栗林駅付近   | 駅周辺、瓦町、サンポート高松 | 高徳線の南側に併設。琴電琴平線の新駅も設置し、総合駅化する。                                             | 本州方面からは、栗林公園北側でトンネルを抜けて駅に入り、高徳線と平行して徳島方面へ向かう。 |
| 3. 琴電伏石駅付近 | 駅周辺、ゆめタウン高松       | 市南部の交通結節点。バスターミナルが整備された。                                                         | 高松自動車道の上（高高架）、または平行して建設する。                                       |
| 4. 高松空港付近   | 空港周辺                     | 高松駅から南へ15kmの地点。4県の県都に1時間程度で到達できる。琴電仏生山駅から分岐する空港連絡鉄道が必要。 | 本州方面から空港（標高185m）の地下に乗り入れ、徳島方面へ向かう。                           |

### 徳島県
徳島県では、2015年9月に「徳島県四国新幹線導入促進期成会」が設立された。徳島県の次世代交通課や県土整備部は、四国新幹線を関西国際空港をはじめ徳島阿波おどり空港などの空港と、既に新幹線仕様で整備されている大鳴門橋を連携させてインバウンド効果を取り込むことも期待できるとしている。その一方で、徳島県の飯泉知事（当時）は、大鳴門橋の鉄道部分を自転車専用道路として活用する構想に前向きな姿勢を2019年に示したことがあり、新幹線建設構想と整合が取られていない面がある。
2022年6月1日、四国アライアンス地域経済研究会が駅の候補地を3か所発表した。
- 鳴門市：国道11号と鳴門線が交差する地点を中心とするエリア。鳴門線の駅併設案が5つ（鳴門駅・撫養駅・金比羅前駅・教会前駅・立道駅）、国道11号線沿いに建設する案が2つ（鳴門インターチェンジ付近、吉野川バイパスと大谷川の交差地点付近）ある。
- 松茂町：徳島空港に新幹線の空港駅を併設し、空港連絡鉄道として機能させる案。
- 徳島市：徳島駅に併設する。懸案事項となっている在来線の高架化も行う。

2023年5月25日、後藤田正純知事が早期に実現させるため、岡山ルートを優先することを表明した。

### 愛媛県
愛媛県では、2017年4月に既存組織を改組して、県や20 市町、経済・観光団体などで構成する「愛媛県新幹線導入促進期成同盟会」が発足した。期成同盟会はJR松山駅に新幹線駅を併設するよう国やJR四国に要望している。JR松山駅周辺では、愛媛県による鉄道高架化事業と松山市による土地区画整理事業が進められている。高架化に合わせて、松山市は「松山駅まち会議」を設置し、駅前広場や周辺街路整備の検討を始めた。また、松山市は「松山駅交通拠点機能強化検討会」でJR松山駅周辺でのバスタプロジェクトの整備方針を策定した。この方針に基づいて、新幹線に対応できるバスタの事業計画が2024年度から検討される。
2019年2月12日の第1回松山駅まち会議では、「当然新幹線が入ってくることを予め想定した駅まち空間構成を考える必要がある」との意見が出た。札幌駅で高架化が未完成の状態でJRタワーの建設などの再開発が行われたために、新幹線駅の建設位置の選定が難航したためである。
2019年10月18日の第2回松山駅まち会議では、「松山駅前広場等整備基本計画」の案が検討され、次世代モビリティや新幹線の導入を想定した土地利用について議論していくことになった。県庁所在地の新幹線駅は、金沢駅・富山駅・福井駅・熊本駅・長崎駅など、在来線の駅に併設される事例が多い。富山駅で南口と在来線駅舎の間に新幹線駅が建設された事例を参考に、松山駅でも既存駅舎と東口駅前広場の間に新幹線駅を併設する案が提示された。
2021年5月24日の第3回松山駅まち会議では、富山駅・徳山駅・延岡駅・姫路駅などの事例が紹介され、「松山駅周辺デザインコンセプト」の案やデザインに取り入れるべき地域の素材について意見交換が行われた。また、国土交通省がバスタプロジェクトを全国展開するために策定した「交通拠点の機能強化に関する計画ガイドライン」の説明があり、松山駅周辺でのバスターミナル再整備について議論された。
2022年5月17日、松山市は松山駅交通拠点機能強化検討会の初会合を開いた。学識経験者、県バス協会、JR四国、県、市、国の担当者が出席し、国からバスタプロジェクトのコンセプトが説明された。市の担当者は、JR松山駅についてバスや路面電車との乗換えの利便性を向上させターミナル機能を強化する方針を説明した。参加者からは、伊予鉄道の松山市駅を含めた総合的な開発を求める意見が出た。検討会では、「松山駅まち会議」と連携して「バスタ」の事業化が議論される。バスタの必要性を調査する「調査C」の段階から、第三者検討会で整備方針を検討する「調査B」の段階に進んだ。
2022年6月1日、四国アライアンス地域経済研究会が、松山駅東側のJR敷地に新幹線駅を設置する案を発表した。北側から駅に入り、将来的に南へ延伸して大分方面に向かうルートとなっている。松山空港、松山観光港、松山インターチェンジにも近い交通結節点となる。
2022年6月13日の第4回松山駅まち会議では、高架化事業の完成後の松山駅のイメージが初めて示された。西口が新設され、東西に分断された街の一体化と交通渋滞の緩和を図る。
2023年7月12日の第4回松山駅交通拠点機能強化検討会では、駅周辺とバスタの整備方針案が初めて示された。「四国新幹線の導入検討も進められており、県内の新幹線駅として、松山駅内への併設が最適と結論づけられている」と記し、四国新幹線整備促進期成会の調査結果を引用して、高松までの所要時間が100分、新大阪までの所要時間が112分短縮されることに触れている。また、「新幹線の誘致に配慮が必要なライン」として、新幹線の導入空間が点線で示された。委員からは、事業計画の手戻りを防ぐため、四国新幹線の導入を整備方針に入れた方が良い、駅の利用者が劇的に増えても対応できるようにしておくことが重要だとの意見が出た。委員の意見を受けて、2023年10月17日の第5回検討会で整備方針の修正案が議論された。
2023年11月17日、国土交通省・愛媛県・松山市は、松山駅における「バスタ」の整備方針を発表した。交通モード間の接続（モーダルコネクト）について、「次世代モビリティサービスや四国新幹線なども含めた、将来のモビリティに関する様々な可能性に対応できる柔軟性のある交通結節点整備を図ります」という文言が追記された。また、松山駅の位置づけを「中四国の主要な都市とつながる県都の玄関口」から「全国の主要な都市とつながる四国の玄関口」に改め、新幹線を基軸とする広域交通に対応した整備方針が策定された。

### 高知県
高知県では、2016年5月19日に「高知県鉄道高速化促進期成同盟会」が設立された。設立時に開催された総会後にはシンポジウム「四国の新幹線実現を目指して」が開催され、四国4県を中心に約500名の参加があった。その他にも四国新幹線整備促進期成会ら主催で度々シンポジウム等が県内開催されている。
土佐経済同友会の四国新幹線導入促進委員会もたびたび国（国土交通省鉄道局長ほか）へ早期実現に向けた要望書を提出するなど運動を実施している。
嶺北地域の中間駅については、当初の案では本山町だったが、隣の土佐町で駅を誘致する構想がある。2019年9月3日、土佐町議会で和田守也町長が高知県の嶺北地域のトンネル駅の可能性について言及した。実現すれば嶺北から高知まで約10分、岡山までは約35分と試算された。現状ではどちらの町にも鉄道は無く、大豊町の土讃線大杉駅が最寄り駅である。
また、岡崎誠也高知市長も高知市議会令和元年第473回12月定例会 12月13日－04号において、「新幹線の場合はほとんどその人口のストロー効果がありませず，逆に言いますと，大阪から90分で高知に観光に来れますので，ビジネスを含めまして，高知からこれによって人口が流出するという懸念は他市の事例から見てもありませんので，逆に言うと観光や経済の交流ということに非常に有効だというふうに私自身は考えております。」と述べるなど積極姿勢を示し、「松山駅まち会議」を四国内の具体的議論進展事例に挙げた上で、高知県における具体的な駅設置議論のタイミングが近付きつつある事を示唆した。
2021年10月6日、四国新幹線整備促進期成会の公式twitterで、トンネルを経由すると四国中央と高知の所要時間が15分未満になるとツイートされた。
2022年6月1日、四国アライアンス地域経済研究会が駅の候補地を2か所発表した。
- 高知市：JR高知駅に南東側に併設し、東側から土讃線と並行して乗り入れる。北側から乗り入れて北側に併設する案もある。
- 南国市：土讃線と土佐くろしお鉄道ごめん・なはり線の後免駅北側に併設する。北東から土讃線と並行して乗り入れる案。

### 大分県
大分市附近で東九州新幹線、九州横断新幹線との接続が予定されている。
2018年1月に大分市が公表した調査結果によると、松山-大分間については、豊予海峡を海底トンネルで結んだ場合の建設事業費は6,860億円、所要時間は上り42分、下り36分。利用者は1日あたり約1万8千人で、黒字化が見込まれるとされる。2021年5月に大分市が公表した調査結果によると、徳島-高松-松山、岡山-高知の四国新幹線の整備を前提とした場合、高松-大分間が78分、大阪-大分間が136分とされた。

## 基礎調査
四国の新幹線について、一般財団法人運輸政策研究機構による基礎調査が実施されており、四国新幹線整備促進期成会はその結果を基に誘致運動を行っている。

### 四国における鉄道の抜本的な高速化に関する基礎調査
四国新幹線整備促進期成会は、四国新幹線（ケース1）と四国横断新幹線（ケース2）の両ルートを組み合わせ、事業費が嵩む海峡区間の整備を先送りし、瀬戸大橋区間と四国区間を先行整備（ケース3）すれば、採算が取れ、かつ四国全県に整備が可能との試算を発表した。費用便益比(B/C)が1を上回り、四国におけるフル規格新幹線の妥当性を確認できたとして、この調査結果を誘致運動の基軸としている。

#### 試算の前提
試算の前提は次の通り。
- 建設費：既設新幹線の実績を基に、基本の単価を50億円/kmとし、整備延長キロを掛けて算出している。海峡部の単価は青函トンネルの実績から170億円/km、大阪市内などの大深度地下利用区間の単価は210億円/kmとしている。
- 車両費：6両編成を想定し、所要時間から必要な編成数を算出している。1編成の単価は3.6億円×6両＝22億円としている。
- 所要時間：基本的に県庁所在地のみ停車する速達列車の所要時間としている。営業中の新幹線の時刻表より求めた平均速度と駅間距離の回帰式から算出している。駅停車時間は1分間としている。
- 費用便益比(B/C)：「鉄道プロジェクトの評価手法マニュアル（2012年改訂版）」（国土交通省鉄道局監修）に基づいて費用便益分析を行い、総便益を総費用で割って算出している。検討期間は50年としている。総便益は、供給者便益（鉄道事業者の利益の増加）に加えて、利用者便益（移動時間短縮や乗換解消など利用者にもたらされる効果）や社会的便益（二酸化炭素の排出量削減による環境改善効果など）を定量的に評価している。山陽新幹線の代替経路として冗長性（リダンダンシー）を確保する効果は定量的な評価が難しいため、総便益には計上されていない。
- 経済的内部収益率(EIRR)：投資した資本を算定期間内で生じる便益で回収する場合に収支が見合う利率のことで、B/Cが1となる時の利率を表す。現行の評価手法マニュアルでは、事業のEIRRが4.0%以上の時、B/Cが1以上になり、投資効率性があるとされる。
- 経済波及効果：四国4県の旅客数の増加予測に、一人当たり平均消費額を掛けて算出した直接効果を基に、平成17年度産業連関表による産業連関分析を行って算出している。
- 四国新幹線（ケース1）のルート：四国新幹線は、大阪市の新大阪駅を起点に、明石海峡か紀淡海峡を渡って淡路島を通り、大鳴門橋を渡って四国に入り、徳島市・高松市・松山市を経由し、豊予海峡を渡って九州の大分市に至る。
- 四国横断新幹線（ケース2）のルート：四国横断新幹線は、岡山市の岡山駅を起点に、瀬戸大橋を渡り、四国新幹線との共用区間を経由して、四国中央市の伊予三島駅付近で分岐して高知市に至る。土讃線ではなく、高知自動車道に近いルートを想定している。
- ケース3のルート：四国新幹線（ケース1）の四国区間と四国横断新幹線（ケース2）を組み合わせたルートである。

#### 調査結果
| ケース                    | 四国新幹線（ケース1） | 四国横断新幹線（ケース2） | ケース1の四国区間 + ケース2（ケース3） |
| ------------------------- | --- | --- | --- |
| ルート                    | 新大阪 - 徳島 - 高松 - 松山 - 大分                                                                                                | 岡山 - 高知 | （新大阪 - ）徳島 - 高松 - 松山（ - 大分）+ 岡山 - 高知                                                                                             |
| 総延長                    | 477km | 143km | 302km（海峡区間は将来整備） |
| 概算事業費                | 4.02兆円（建設:3.99兆円 車両:0.03兆円）                                                                                           | 0.73兆円（建設:0.71兆円 車両:0.02兆円）                                                                                         | 1.57兆円（建設:1.53兆円 車両:0.04兆円） （JAPICによると、単線活用の場合、岡山-宇多津以外の256kmを単線として試算すると、概算事業費が1.04兆円となる） |
| 所要時間（▲時間短縮効果） | - 新大阪 - 徳島 040分（▲133分） - 新大阪 - 高松 061分（▲043分） - 新大阪 - 松山 098分（▲112分） - 新大阪 - 高知 199分（変化なし） | - 新大阪 - 徳島 148分（▲025分） - 新大阪 - 高松 088分（▲016分） - 新大阪 - 松山 193分（▲017分） - 新大阪 - 高知 092分（▲103分） | - 新大阪 - 徳島 95分（▲078分） - 新大阪 - 高松 75分（▲029分） - 新大阪 - 松山 98分（▲112分） - 新大阪 - 高知 91分（▲104分）                         |
| 平均輸送密度              | 16,200人/日 | 6,100人/日 | 9,000人/日 |
| 経済波及効果 （4県全体）  | 162億円/年 | 87億円/年 | 169億円/年 |
| 費用便益比 (B/C)          | 0.31 | 0.59 | 1.03 （JAPICによると、単線活用の場合、岡山-宇多津以外の256kmを単線として試算すると、B/Cが1.56となる）                                               |
| 経済的内部収益率 (EIRR)   | 0.0% | 1.5% | 4.2% |
| 特徴                      | - 海峡部分は海底トンネルを想定 - 平均輸送密度が最大 - 山陽新幹線の代替経路の確保                                                  | - 山陽新幹線への乗り入れを想定 - 南海トラフ地震等の避難、災害復旧に活用                                                         | - 山陽新幹線への乗り入れを想定 - 4県県庁所在地を新幹線で結節 - 投資効率性がある (B/C>1.0) - 経済波及効果が最大 - 山陽新幹線の代替経路の確保（将来） |

### 幹線鉄道ネットワーク等のあり方に関する調査
国土交通省は、四国の新幹線を含む基本計画路線の整備に関する調査を行っている。

#### 平成29年度調査
平成29年度の調査では、関係する地域や観光客数の現状を把握し、財政的な制約の中でより効果的・効率的に新幹線を整備する手法についての事例の抽出や課題の整理が行われた。
1. 基礎的なデータ収集・整理：新幹線整備による沿線地域への波及効果、沿線地域の取組、海外の高速鉄道整備の事例・実態の調査が行われた。
2. 効率的な新幹線整備手法の研究：単線による整備、ミニ新幹線方式による整備、既存インフラを活用した整備に関する検討が行われた。
3. 在来線高速化手法、既存の幹線鉄道との接続手法等の研究：幹線鉄道の高速化や接続性の向上について検討された。

| 調査項目                             | 調査結果 |
| ------------------------------------ | --- |
| 新幹線整備による沿線地域への波及効果 | 観光客数の変化や経済波及効果について情報収集が行われた。新幹線が地域に与える効果について、地価上昇や日本人観光客の増加だけでなく、インバウンドの増加も確認された。たとえば、金沢市では、北陸新幹線の開業を契機に金沢駅前の開発が進み、地価が343千円/m2（平成27年）から約1.7倍の600千円/m2（平成30年）に上がった。また、年間訪日外国人宿泊客数が約25.6万人（平成26年）から約2.2倍の約44.8万人（平成29年）に増えた。 |
| 沿線地域の取組                       | 新都道府県域をまたいで多数の沿線地域が一体となって観光客の誘致に力を入れている事例の調査が行われた。たとえば、平成28年度の北海道新幹線開業においては、青森県や北海道が開業前後の3ヶ年（平成27 - 29年）にわたってデスティネーションキャンペーンを実施した結果、青森県や北海道道南地域の観光施設入込客数は、平成27年度の約550万人に対して、28年度は10%増加し、約600万人に増えた。                                    |

| 調査項目                   | 調査の成果 | 今後の検討課題 |
| -------------------------- | --- | --- |
| 単線による整備             | - 複線の整備費用を100%とした場合、単線による整備の費用（概算）は、高架区間が約76 - 81%、トンネル区間が約83%、橋梁区間が約66 - 74%となり、ある程度費用を抑制できることが分かった。 - 単線用の信号保安システムの開発やすれ違いを加味したダイヤ設定が必要となることが分かった。 - 運行できる本数は片方向で1時間に1 - 2本程度に制限されることが分かった。 | - 需要が小さい場合には、車両基地や発電所など規模が小さくなる施設もあると考えられるため、需要を考慮したコストの検討をさらに行う必要がある。 - 単線用の信号保安システムの開発、効率の良い運行のための行き違い施設などの配置について、検討する必要がある。 |
| 既存インフラを活用した整備 | - 新幹線整備を前提とした準備施設や既存の鉄道用地・構造物など、活用可能な既存インフラが抽出された。 - 四国横断新幹線の瀬戸大橋区間は、海上にあり、営業線である本四備讃線に近接した新線となるため難工事が予想される。工事手法を検討した結果、工期は約13年、建設費（概算）は約1,100億円かかることが分かった。                                            | - 工期短縮やコスト低減のため、瀬戸大橋区間の整備方式などの検討が必要である。 |

#### 令和元年度調査
令和元年度の調査では、前年度の調査結果を踏まえて、下記の事項について調査が行われた。
1. ケーススタディの実施、単線新幹線の有効性や課題の検討：具体的な条件を設定し、路線全体のコスト削減率の検討が行われた。
2. 新幹線整備後の在来線の将来像に係る検討の深度化：新幹線整備が在来線の利用に与える影響が在来線のタイプ別に分析された。
3. 新幹線の整備効果に関する検討：各新幹線駅の特性と利用状況の関係の整理が行われた。

単線による新幹線整備のケーススタディでは、駅間距離が最短10kmから最長50kmに、トンネル区間の割合が3割から7割に設定され、コスト縮減効果と運行上の課題の整理が行われた。路線全体で最大15%程度のコスト削減効果がある一方で、表定速度は最大20%程度低下することが分かった。今後の調査では、ケーススタディの結果を踏まえ、より合理的な整備・運行手法についての検討が行われる。
| コスト削減効果 | - 70%の区間を単線にすると約10%〜11%、全線を単線にすると約14%〜16%、事業費単価（億円/km）の削減が見込まれる。 - トンネル区間の割合はコスト削減率にほとんど影響を与えないことが分かった。 |          |          |
| 運行面         | - 行き違いのための停車が発生し、表定速度が下がる。単線区間が4割程度の区間では約5%、6割超の区間では約20%低下する。 - 実際の速達性は営業主体が設定する運行本数や停車駅数によって異なる。この調査では各区間の運行本数を毎時片道2本ずつ（速達タイプ1本、緩行タイプ1本）に設定している。 \| 線区 \| 全線複線 \| 一部単線 \| 全線単線 \| \| ----------- \| -------- \| -------- \| -------- \| \| A駅 - H駅間 \| 0:53:30 \| 0:56:00 \| 1:07:45 \| \| A駅 - K駅間 \| 0:50:30 \| 1:04:00 \| 1:01:45 \| \| A駅 - L駅間 \| 0:43:00 \| 0:45:00 \| 0:55:00 \| |          |          |
| 線区           | 全線複線 | 一部単線 | 全線単線 |
| A駅 - H駅間    | 0:53:30 | 0:56:00  | 1:07:45  |
| A駅 - K駅間    | 0:50:30 | 1:04:00  | 1:01:45  |
| A駅 - L駅間    | 0:43:00 | 0:45:00  | 0:55:00  |

## 整備効果
定量的な整備効果としては、経済波及効果や移動時間の短縮・乗換の解消が挙げられる。
- 観光やビジネス等での旅客数増加による4県沿線の経済波及効果は、最大で169億円/年（ケース3）と試算された。
- 新大阪までの所要時間の短縮効果は、高速化と乗換利便性の向上により、徳島▲133分（ケース1）、高松▲43分（ケース1）、松山▲112分（ケース1・3）、高知▲104分（ケース3）と試算された。現状の所要時間の1/4 - 1/2に短縮される。競合する航空での移動の場合の所要時間は松山-大阪が139分、高知-大阪が135分[JR四国 8]だが、下記の時間短縮効果により、航空よりも新幹線の所要時間が短くなる見通しである。

| 四国4県都間の所要時間 | 四国4県都間の所要時間 | 四国4県都間の所要時間 | 四国4県都間の所要時間 |
| --------------------- | --------------------- | --------------------- | --------------------- |
| 区間                  | 開業前                | 開業後                | 時間短縮              |
| 徳島 - 高松           | 058分                 | 019分                 | ▲039分                |
| 徳島 - 松山           | 206分                 | 061分                 | ▲145分                |
| 徳島 - 高知           | 202分                 | 059分                 | ▲143分                |
| 高松 - 松山           | 142分                 | 042分                 | ▲100分                |
| 高松 - 高知           | 132分                 | 036分                 | ▲096分                |
| 松山 - 高知           | 247分                 | 054分                 | ▲193分                |

| 四国4県都-岡山駅の所要時間 | 四国4県都-岡山駅の所要時間 | 四国4県都-岡山駅の所要時間 | 四国4県都-岡山駅の所要時間 | 四国4県都-新大阪間の所要時間 | 四国4県都-新大阪間の所要時間 | 四国4県都-新大阪間の所要時間 | 四国4県都-新大阪間の所要時間 |
| -------------------------- | -------------------------- | -------------------------- | -------------------------- | ---------------------------- | ---------------------------- | ---------------------------- | ---------------------------- |
| 区間                       | 開業前                     | 開業後                     | 時間短縮                   | 区間                         | 開業前                       | 開業後                       | 時間短縮                     |
| 岡山 - 高松                | 054分                      | 027分                      | ▲027分                     | 新大阪 - 高松                | 104分                        | 075分                        | ▲029分                       |
| 岡山 - 高知                | 144分                      | 043分                      | ▲101分                     | 新大阪 - 高知                | 195分                        | 091分                        | ▲104分                       |
| 岡山 - 徳島                | 119分                      | 047分                      | ▲072分                     | 新大阪 - 徳島                | 173分                        | 095分                        | ▲078分                       |
| 岡山 - 松山                | 160分                      | 050分                      | ▲110分                     | 新大阪 - 松山                | 210分                        | 098分                        | ▲112分                       |

| 四国4県都-東京間の所要時間 | 四国4県都-東京間の所要時間 | 四国4県都-東京間の所要時間 | 四国4県都-東京間の所要時間 | 四国-東京間の所要時間（中央新幹線利用） | 四国-東京間の所要時間（中央新幹線利用） | 四国-東京間の所要時間（中央新幹線利用） | 四国-東京間の所要時間（中央新幹線利用） |
| -------------------------- | -------------------------- | -------------------------- | -------------------------- | --------------------------------------- | --------------------------------------- | --------------------------------------- | --------------------------------------- |
| 区間                       | 開業前                     | 開業後                     | 時間短縮                   | 区間                                    | 開業前                                  | 開業後                                  | 時間短縮                                |
| 東京 - 高松                | 263分                      | 223分                      | ▲040分                     | 東京 - 高松                             | 263分                                   | 152分                                   | ▲111分                                  |
| 東京 - 高知                | 353分                      | 239分                      | ▲114分                     | 東京 - 高知                             | 353分                                   | 168分                                   | ▲185分                                  |
| 東京 - 徳島                | 334分                      | 243分                      | ▲091分                     | 東京 - 徳島                             | 334分                                   | 172分                                   | ▲162分                                  |
| 東京 - 松山                | 368分                      | 246分                      | ▲122分                     | 東京 - 松山                             | 368分                                   | 175分                                   | ▲193分                                  |

また、定性的な整備効果として、次の点が挙げられる。
1. トンネルや高架構造の新設により、在来線よりも災害に強い鉄道網が形成される。
2. 近い将来発生が想定される南海トラフ地震などの災害時に、避難・災害復旧に必要な鉄道網を確保できる。
3. ケース1では、太平洋新国土軸の構築に寄与し、山陽新幹線の代替路線としての役割を果たす。
4. 運転ダイヤの遅延が減少し、鉄道の定時性・安定性が向上する。
5. 踏切のないトンネル・高架構造となるため、事故などの輸送障害が減少する。
6. 乗り心地が改善され、移動の快適性が向上する。
7. 新幹線の存在価値により、四国のイメージアップが期待される。
8. 沿線地域では人口減少傾向の抑制が期待される。
9. オフィスや商業施設の新規立地など経済活性化に寄与する。